# マクーピン郡 (イリノイ州)
マクーピン郡（英: Macoupin County）は、アメリカ合衆国イリノイ州の西部に位置する郡である。2010年国勢調査での人口は47,765人であり、2000年の49,019人から2.6％減少した。郡庁所在地はカーリンビル市（人口5,917人）であり、同郡で人口最大の都市でもある。
マクーピン郡はセントルイス大都市圏のメトロ・イースト地域では外郭に位置する郡である。郡の主要産業は農業であり、トウモロコシ、大豆、小麦を生産している。

## 歴史
マクーピン郡となった地域に最初の白人開拓者が到着したとき、イリノイ族インディアンが住んでいた。「マクーピン」はマイアミ・イリノイ族の言葉でアメリカハス（Nelumbo lutea）を指している。現在インディアンは残っていないが、初期ヨーロッパ人開拓者の子孫がその血を受けていると言っている。最初のヨーロッパ人は17世紀のフランス人探検家であり、主要河川を南に下っていった。ヨーロッパ人開拓者の中心は南西部からであり、ミシシッピ川に確立された交通路を辿って内陸に入ってきた。
マクーピン郡は1829年1月17日に設立された。グリーン郡とマディソン郡の一部を合わせて設立され、カーリンビル近くを流れ、蛇行して南西のイリノイ川に向かうマクーピン・クリークからその名が採られた。郡経済は自給自足農業に基づき、他地域との交流は南西方向と行われていた。

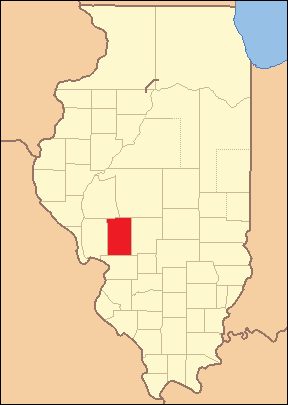
1829年創設時の郡領域、現在まで変わっていない

19世紀半ば、イリノイ州は急速に発展し、変化した。最大の変化は鉄道の敷設であり、マクーピン郡はセントルイス市と、いまだ成長過程にあったシカゴ市との間の鉄道と道路の輸送路に沿っていた。位置的にはセントルイス市と遷都されたスプリングフィールド市の中間にある。郡経済は依然として全体的に農業に依存していたが、市場に近いという利点があった。町は小さく散在しており、輸送の要である鉄道に沿って新しい町ができた。文化的には州内の北部よりもセントルイス市に昔から結びついていた。
農業は主力のままだったが、これに石炭鉱業が加わり、郡の経済構造を変化させた。郡全体の地下に石炭があることで、経済の発展は鉄道に沿った鉱山が中心となり、既存の町とその近くが発展した。20世紀に入るまでに、多くの町に鉱山があり、その全てではヨーロッパ全体から移ってきた坑夫がかなりの比率で住んでいた。
20世紀に入って、郡経済は農業と石炭鉱業が主力だったが、その動向で景気も浮き沈みした。農業は依然として家族経営のままだった。マクーピン郡は鉱山経営者と労働者の労働争議の場となることが多く、労働組合活動の温床になった。1890年代にも激しい労働争議の場となって全国的な注目を浴びており、鉱山労働者連合が力を得てくると、1930年代にはアメリカ進歩主義鉱山労働者組合との間に内輪もめが発生した。
農業は主力のままだったが、大規模な企業経営農業が進出し、家族経営農家は急速に消えていった。石炭産業は衰退し、ほとんど完全に消失した。石炭産業に関わる建物や構造物は朽ちていくままにされ、かつての隆盛の名残を残すものはほとんど無くなった。
町はアメリカ合衆国中西部の特徴であるタウン広場あるいはメインストリートを中心にレイアウトされていた。タウン広場の場合、町の中心ブロックは東屋のある小さな公園であり、それを小さな事業が取り囲んでいた。メインストリートを中心にした場合、1つの通りの片側に小企業が並ぶ形になった。カーリンビル市はタウン広場のレイアウトであり、郡政府の建物が中心ブロックを専有している。この建物には郡政府の事務所全てが入っている。通常タウン広場から2ブロックか3ブロック以内に様々な会派の教会があり、あるいは中心部に近い1つの通り沿いに建っていた。
現代の道路事情が良くなり、郡北部の町はスプリングフィールド市に通勤する人々のベッドタウンとなり、町の小企業は衰退の速度を速めた。郡の南端でも同様なことが起こり、住民はセントルイス市やメトロ・イースト地域に通勤している者が多いので、アメリカ合衆国国勢調査局はマクーピン郡をセントルイス大都市圏に含めることになった。

## 地理
アメリカ合衆国国勢調査局に拠れば、郡域全面積は867.65平方マイル (2,247.2 km2)であり、このうち陸地862.91平方マイル (2,234.9 km2)、水域は4.74平方マイル (12.3 km2)で水域率は0.55％である。

### 主要高規格道路
- 州間高速道路55号線
- イリノイ州道4号線
- イリノイ州道16号線
- イリノイ州道138号線
- イリノイ州道108号線
- イリノイ州道111号線
- イリノイ州道159号線
- イリノイ州道267号線

### 隣接する郡
- サンガモン郡 - 北東
- モンゴメリー郡 - 東
- マディソン郡 - 南
- グリーン郡 - 西
- ジャージー郡 - 西
- モーガン郡 - 北西

## 気候と気象
近年、郡庁所在地であるカーリンビル市の平均気温は1月の17°F (-8 ℃) から7月の87°F (31 ℃) まで変化している。過去最低気温は1905年2月に記録された-23°F (-31 ℃) であり、過去最高気温は1954年7月に記録された113°F (45 ℃) である。月間降水量は2月の1.95インチ (50 mm) から5月の4.25インチ (108 mm) まで変化している。

## 人口動態
以下は2000年国勢調査による人口統計データである。
| 基礎データ - 人口: 49,019人 - 世帯数: 19,253 世帯 - 家族数: 13,631 家族 - 人口密度: 22人/km2（57人/mi2） - 住居数: 21,097軒 - 住居密度: 9軒/km2（24軒/mi2） 人種別人口構成 - 白人: 97.99% - アフリカン・アメリカン: 0.82% - ネイティブ・アメリカン: 0.22% - アジア人: 0.18% - 太平洋諸島系: 0.03% - その他の人種: 0.15% - 混血: 0.61% - ヒスパニック・ラテン系: 0.62% 先祖による構成 - ドイツ系：32.9％ - アメリカ人：12.8％ - イギリス系：12.0％ - アイルランド系：10.5％ - イタリア系：8.6％ | 年齢別人口構成 - 18歳未満: 24.6% - 18-24歳: 8.3% - 25-44歳: 26.7% - 45-64歳: 22.9% - 65歳以上: 17.5% - 年齢の中央値: 39歳 - 性比（女性100人あたり男性の人口） - 総人口: 94.9 - 18歳以上: 90.9 世帯と家族（対世帯数） - 18歳未満の子供がいる: 31.4% - 結婚・同居している夫婦: 58.1% - 未婚・離婚・死別女性が世帯主: 8.9% - 非家族世帯: 29.2% - 単身世帯: 25.6% - 65歳以上の老人1人暮らし: 13.7% - 平均構成人数 - 世帯: 2.48人 - 家族: 2.97人 収入と家計 - 収入の中央値 - 世帯: 36,190米ドル - 家族: 43,021米ドル - 性別 - 男性: 34,369米ドル - 女性: 22,293米ドル - 人口1人あたり収入: 17,298米ドル - 貧困線以下 - 対人口: 9.4% - 対家族数: 7.1% - 18歳未満: 12.5% - 65歳以上: 7.9% |

## 郡区

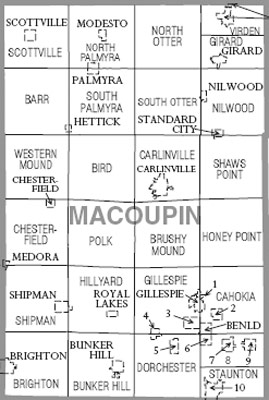
マクーピン郡郡区図

マクーピン郡は下記26の郡区に分割されている。
| - バード - ブライトン - ブラッシーマウンド - バンカーヒル - カホキア - カーリンビル - チェスターフィールド - ドーチェスター - ジレスピー - ジラード - ヒルヤード - ハニーポイント - マウントオリーブ | - ニルウッド - ノースオッター - ノースパルミラ - ポーク - スコットビル - ショーズポイント - シップマン - サウスオッター - サウスパルミラ - ストーントン - バーデン - ウェスタンマウンド |

## 都市と町

### 都市
| - カーリンビル - 郡庁所在地 - ベンルド - バンカーヒル | - ジレスピー - ジラード - マウントオリーブ | - ストーントン - バーデン |

### 町
| - ニルウッド | - シップマン |  |

### 村
| - ブライトン - チェスターフィールド - ドーチェスター - イーガービル - イーストジレスピー - ヘティック - レイクカホ | - メドラ - モデスト - マウントクレア - パルミラ - ロイアルレイクス - ソーヤービル | - スコットビル - スタンダードシティ - ホワイトシティ - ウィルソンビル |

### 未編入の町
| - アットウォーター - カマー - イーノス - ヘイガマン | - マクベイ - マイルズステーション - ピアザ - プレーンビュー | - サウススタンダード - サマービル - ウォマック - ウッドバーン |